# Діброва (загальнозоологічний заказник)
Дібро́ва — загальнозоологічний заказник державного значення в Україні. Розташований у Жидачівському районі Львівської області, на південний захід від міста Ходорова. 
Площа 839 га. Статус з 1974 року. Перебуває у віданні ДП «Стрийський лісгосп» (Ходорівське л-во, кв. 1-13). 
Охороняється місце оселення багатьох видів тварин. У заказнику мешкають типові представники фауни широколистяних лісів: сарна європейська, свиня дика, заєць сірий, лисиця звичайна тощо. З малочислений видів трапляються борсук звичайний, а також тетеруки і фазани. 
У рослинному покриві переважають дубові насадження з домішкою осики, берези, явора, липи, вільхи, граба. У підліску зростають ліщина, калина, черемха звичайна, порічки. Багатий трав'яний покрив.

## Галерея

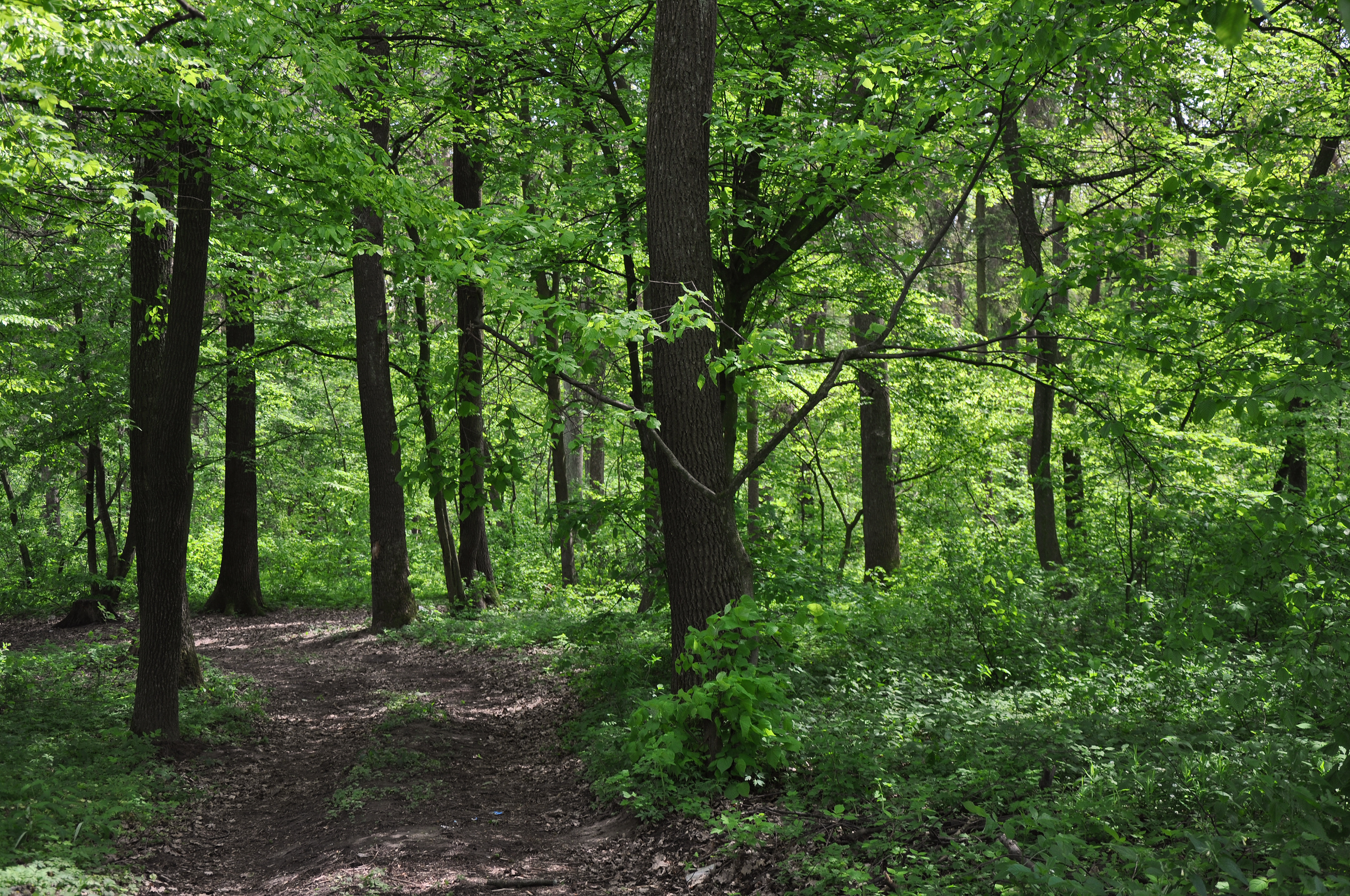
Ліс у заказнику
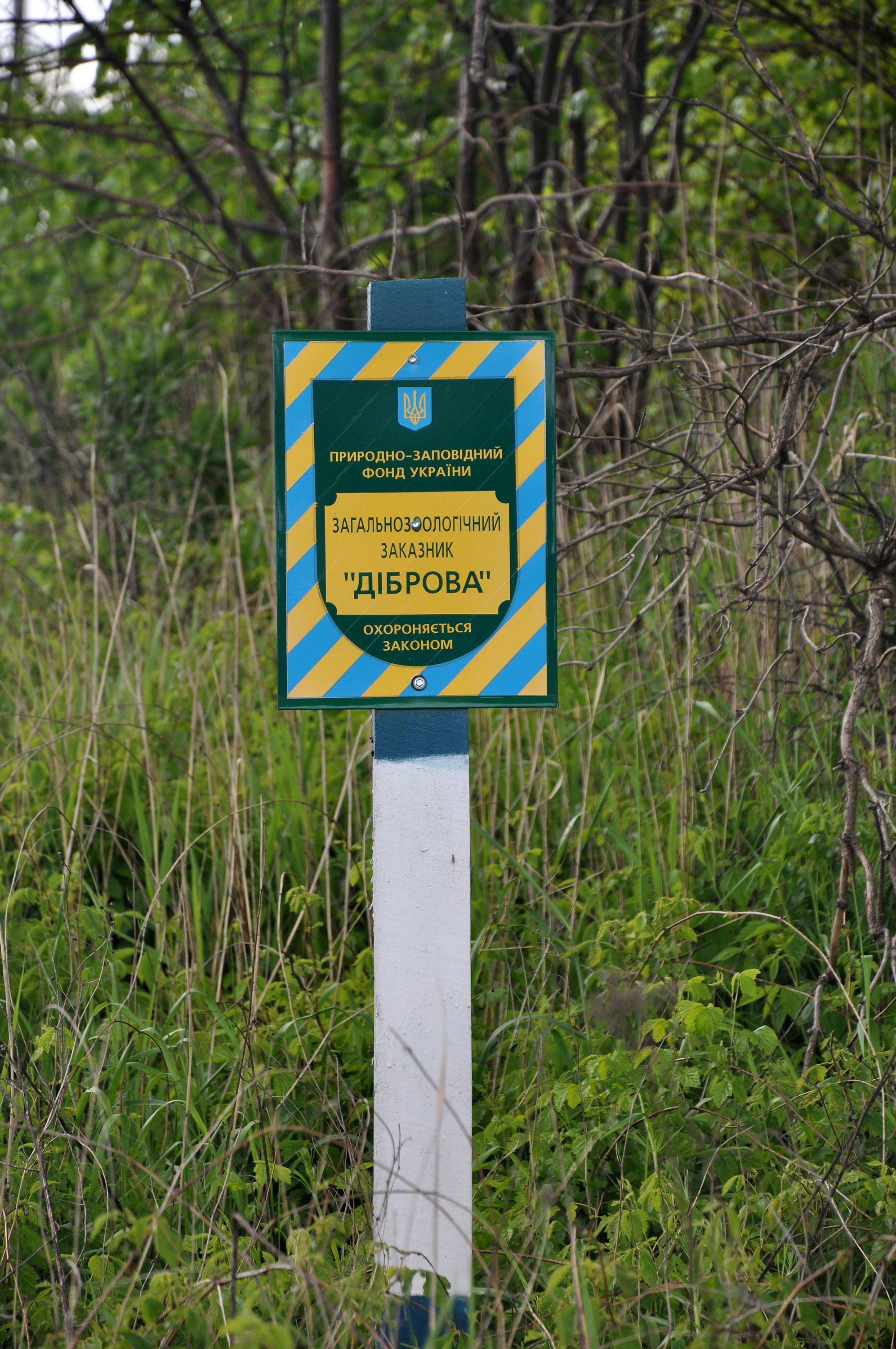
Межовий знак
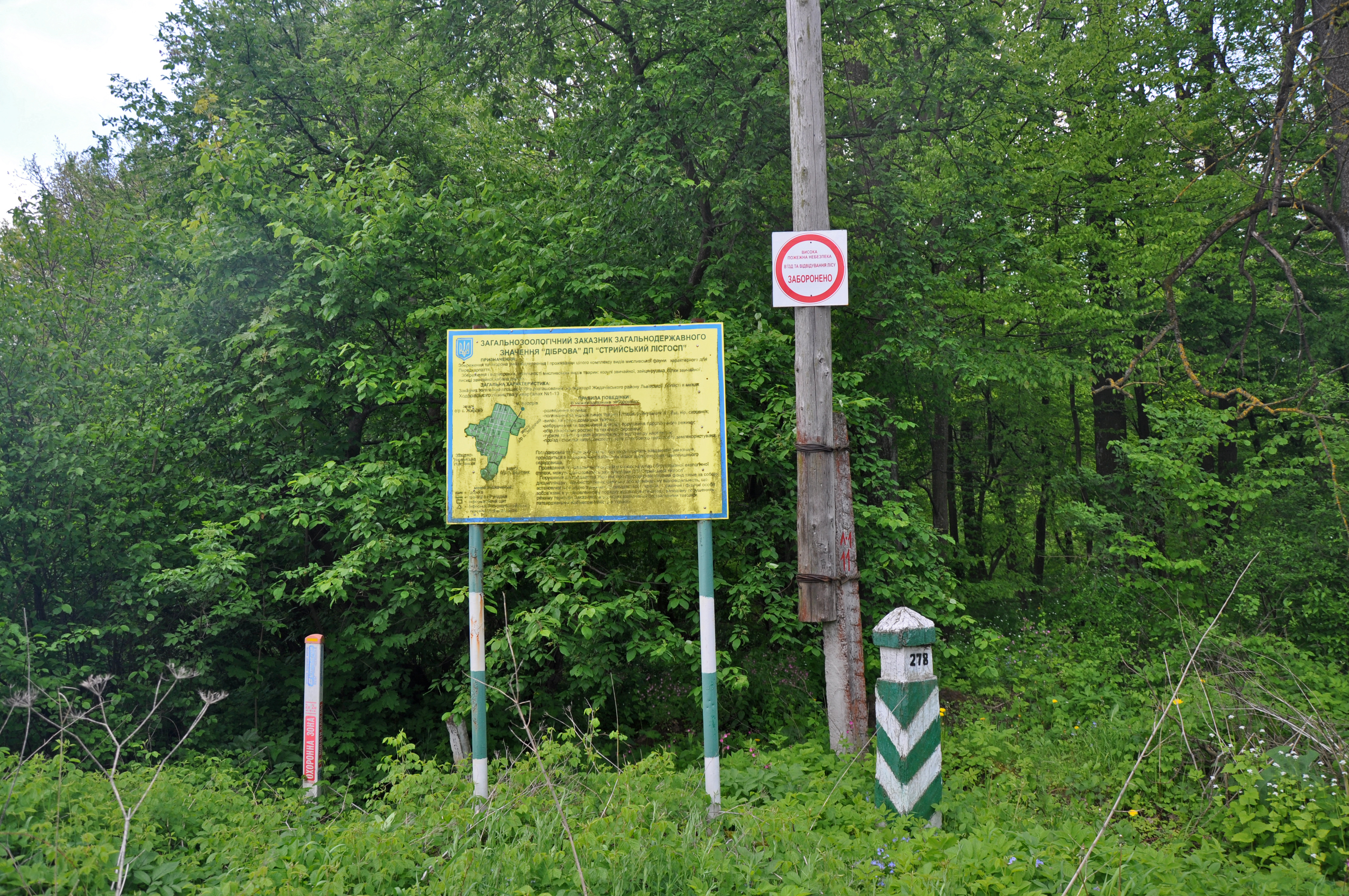
Аншлаг